# Joseph Krekeler
Joseph Krekeler (* 3. April 1935 in Herxheim bei Landau/Pfalz; † 16. August 2007 in Pirmasens) war ein deutscher Politiker (CDU). Er war von 1999 bis 2003 Oberbürgermeister der Stadt Pirmasens und von 1999 bis zu seinem Tod Fraktionsvorsitzender der CDU im Bezirkstag Pfalz.

## Leben
Joseph Krekeler wurde 1935 in Herxheim im damaligen Bezirksamt Landau geboren und wuchs in der Eifel auf. Er machte nach dem Abitur eine Ausbildung zum Finanzbeamten und kam 1959 zum Finanzamt Pirmasens. 1968 trat er in die CDU ein und wurde bereits 1969 in den Pirmasenser Stadtrat gewählt, dem er bis 1989 angehörte. In diesem Jahr wechselte er als hauptamtlicher Beigeordneter in den Magistrat der Stadt Pirmasens. 1994 wurde er als Bürgermeister Stellvertreter des Oberbürgermeisters Robert Schelp, zu dessen Nachfolger er 1998 gewählt wurde.
In seine Amtszeit fielen unter anderem die Umgestaltung des Bahnhofsgeländes und die Anlage des Strecktalparks. Gegen die hohe Arbeitslosigkeit in der Stadt nach dem Niedergang der Schuhindustrie und dem Abzug der amerikanischen Garnison trieb er die Umwandlung der aufgegebenen Husterhöh-Kaserne zu einem Gewerbepark voran und förderte die dorthin umgezogene Fachhochschule, die zu einem bedeutenden regionalen Wissenschaftsstandort heranwuchs. 2003 endete seine Amtszeit, nach Erreichen der Altersgrenze durfte er nicht zu einer Wiederwahl antreten.
Seit 1984 war Krekeler auch Mitglied des Bezirkstages Pfalz, ab 1999 als Vorsitzender der CDU-Fraktion. Er gehörte dort seit 1989 dem Bezirksausschuss und viele Jahre lang auch dem Ausschuss für Kunst, Kultur, pfälzische Geschichte und Volkskunde an, dessen Vorsitzender er von 1999 bis 2004 war.
Der bei den Bürgern von Pirmasens sehr beliebte Joseph Krekeler starb im August 2007 nach kurzer schwerer Krankheit im Alter von 72 Jahren.

## Ehrungen
Die Stadt Pirmasens benannte 2015 den neu angelegten Vorplatz der Alten Post als Joseph-Krekeler-Platz zu Ehren ihres ehemaligen Oberbürgermeisters. Krekeler hatte zu Beginn seiner Amtszeit 1999 den Umbau des ehemaligen Hauptpostamtes zu einem Kulturzentrum begonnen.